# Sterling Grant
Sterling Grant (* 1. Juni 1987 in Minneapolis, Minnesota) ist eine US-amerikanische Skirennläuferin. Ihre stärkste Disziplin ist der Slalom. Von 2005 bis 2010 gehörte sie dem Kader des US-amerikanischen Skiverbandes an. 

## Biografie
Grant begann bereits sehr früh mit dem Skisport, ihre Mutter war Skilehrerin in der Trollhaugen Ski Area in Dresser, Wisconsin. Die ersten FIS-Rennen fuhr sie im November 2002, im Januar 2003 nahm sie erstmals an Rennen im Nor-Am Cup teil. In der Saison 2005/06 konnte sie sich im Nor-Am Cup an der Slalomspitze etablieren und sicherte sich mit einem Sieg und zwei zweiten Plätzen den Gewinn der Slalomwertung. In der folgenden Saison erreichte sie mit einem weiteren Sieg den dritten Platz in der Slalomwertung. In den Jahren 2006 und 2007 nahm sie an den Juniorenweltmeisterschaften teil und belegte als bestes Ergebnis Rang sechs im Slalom von Québec 2006. Nachdem sie im Nor-Am Cup in der Saison 2007/08 mit vielen Ausfällen zu kämpfen hatte, fuhr sie in der Saison 2008/09 fünfmal auf das Podest, feierte einen Sieg und sicherte sich damit zum zweiten Mal den Gewinn der Slalomwertung.
Ihren ersten Start im Weltcup hatte Grant bereits am 11. Dezember 2005 im Slalom von Aspen. Dort fiel sie im ersten Durchgang aus und es blieb in diesem Winter ihr einziger Einsatz im Weltcup. Auch in den nächsten beiden Saisonen startete sie nur in jeweils einem Rennen und konnte sich dabei nie für den zweiten Durchgang qualifizieren. Am 30. November 2008 erreichte sie im Slalom von Aspen mit Platz 29 ihr erstes Weltcupresultat, erhielt aber wegen des zu großen Zeitrückstandes auf die Siegerin keine Weltcuppunkte. In den nächsten eineinhalb Jahren kam sie öfters im Weltcup zum Einsatz, konnte sich aber bei ihren weiteren zehn Starts bis Januar 2010 nicht wieder für einen zweiten Durchgang qualifizieren.
Seit 2010 gehört Grant nicht mehr dem Kader des US-Skiteams an. Seither startet sie auch nicht mehr im Weltcup oder im Nor-Am-Cup. Sie begann ein Studium an der University of Denver und nimmt für das Skiteam der Universität seit Januar 2011 an Universitätsrennen teil. Im Februar 2011 gewann sie die Goldmedaille im Slalom bei der Universiade in Erzurum.

## Erfolge

### Juniorenweltmeisterschaften
- Québec 2006: 6. Slalom, 42. Riesenslalom
- Altenmarkt 2007: 15. Slalom, 57. Riesenslalom

### Weltcup
- 1 Platzierung unter den besten 30

### Nor-Am Cup
- Saison 2005/06: 1. Slalomwertung
- Saison 2006/07: 3. Slalomwertung
- Saison 2008/09: 5. Gesamtwertung, 1. Slalomwertung
- 10 Podestplätze, davon 3 Siege:

| Datum           | Ort              | Land   | Disziplin |
| --------------- | ---------------- | ------ | --------- |
| 15. März 2006   | Panorama         | Kanada | Slalom    |
| 6. Januar 2007  | Mont Sainte-Anne | Kanada | Slalom    |
| 3. Februar 2009 | Nakiska          | Kanada | Slalom    |

### Weitere Erfolge
- Goldmedaille im Slalom bei der Universiade 2011
- 1 Podestplatz im Europacup
- 15 Siege in FIS-Rennen (13× Slalom, 2× Riesenslalom)